# Gregorio González (escritor)
Gregorio González fue un escritor español del Siglo de Oro.

## Biografía
Gregorio González nació en 1575 en Rincón de Soto (La Rioja, España), entonces apenas una pedanía de Calahorra. Sus padres fueron Martín González y María de Mendizábal. Con el examen de gramática latina aprobado, se matriculó de Súmulas en la Universidad de Sigüenza en 1589. De allí marchó a continuar sus estudios en la Universidad de Salamanca, en la que estuvo matriculado al menos desde 1592, ya en el cuarto año, y en la que se graduó como bachiller en 1594. El escritor continuó sus estudios en  en el Colegio Trilingüe de San Jerónimo de la Universidad de Alcalá, donde probablemente se licenció, aunque no antes de 1597.
Fue administrador de las posesiones de Juan Ramírez de Arellano, señor de Alcanadre, Ausejo, Arrúbal y Murillo de Río Leza. Alcanadre, precisamente, es el lugar donde se data en 1604 el manuscrito de su única obra conocida, la novela picaresca El guitón Honofre.

## Obra
Saltó a la fama cuando Hazel Généreux Carrasco editó en 1973 un manuscrito que contenía su novela picaresca El guitón Onofre; aunque aparecía en los catálogos de Tamayo de Vargas (1624) y de Nicolás Antonio (1672), el manuscrito se perdió y fue redescubierto en París en 1927, aunque fue a parar, tras empezar la Guerra Civil española en 1936, a la Biblioteca del Smith College de Northampton, Massachusetts. El lector corriente, pues, desconoció la obra durante 370 años hasta que Hazel Genereux Carrasco hizo la primera edición para Estudios de Hispanófila (University of North Carolina), 1973.

### Orígenes del manuscrito
El manuscrito se halla escrito por varias manos diferentes y se data en 1604. Son abundantes en él las tachaduras, correcciones y en algunos casos adiciones entre líneas o marginales y está deteriorado en algunos puntos hasta impedirse a veces la lectura. En la parte inferior izquierda del folio 2r hay un sello de la Biblioteca de Lima; se sabe que en 1706 el manuscrito fue enviado al Virreinato del Perú por un personaje al servicio del rey Felipe V junto con una carta con información sobre "doscientos mil hombres que Francia ha puesto en campaña". Lo que se desconoce es cómo volvió a Europa para terminar en una librería de viejo de París donde lo adquirió Paul Langeard. Lo más posible es que, ya que la Biblioteca de Lima fue saqueada por las tropas chilenas en la Guerra del Pacífico (1879-1883) el manuscrito fuera parte del botín de guerra y llegara a ser vendido en Francia. 
En la obra hay reminiscencias que delatan la lectura de la primera parte del Guzmán de Alfarache de Mateo Alemán (1599), así que fue compuesto entre ese año y 1604, seguramente en bastante poco tiempo, según señala el mismo autor de la obra en su prólogo; no debió quedar disgustado de su obra, pues prometió una segunda parte que no se compuso o se ha perdido. La denominación de guitón que da a su protagonista define en la lengua de la época, según el Diccionario de Autoridades, al "pordiosero, que con capa de necesidad anda vagando de lugar en lugar, sin querer trabajar ni sujetarse a cosa alguna", o bien al
Pordiosero que, con sombra de romero que va a visitar las casas de devoción y santuarios, se anda por todo el mundo vago y holgazán, mal vestido y despilfarrado, con jaqueta y çaragüelles de lienzo basto; que esto significa su nombre del griego “chitón”, que vale camisa basta o camisón, “sagulum” (Tesoro de Covarrubias, 1611).

### Trama delGuitón
Es un relato en primera persona que comienza con el protagonista, Onofre Caballero, refiriendo su nacimiento en el seno de una honrada familia de labradores en la pequeña villa de Palazuelos, próxima a Sigüenza. Tras la muerte de su madre, y posteriormente, de su padre, es acogido como huérfano por Rodrigo Serbán, al que le da título de tutor, aunque se hallará a las órdenes directas de Inés, la ama, que con su maltrato y relegación en favor del hijo de Serbán encenderá los deseos de venganza de Onofre. Al poco tiempo, se interesa por él un sacristán de la catedral de Sigüenza, al que comienza a servir. Después del primer deslumbramiento al llegar a la ciudad y del engaño de que es víctima en el puesto de una frutera, que no quedará sin réplica, comienza a asimilar los prácticos consejos que le da Teodoro, el sacristán, y, aunque vuelve a ser burlado, esta vez por los pupilos alojados en casa de su amo, pone en juego toda su habilidad para sangrar al poco generoso sacristán y vengarse, también de forma desproporcionada. Huye y, al poco, entra al servicio de un piadoso estudiante, don Diego, al que acompaña a Alcalá, Madrid y, por fin, a Salamanca. Como este decide hacerse jesuita, Onofre queda libre y tiene ocasión de emprender una carrera criminal, primero en la ciudad del Tormes, robando a los jesuitas, y después en Valladolid, que lo llevará a apoderarse de una considerable fortuna mediante la impostura de hacerse pasar por recaudador de impuestos reales. Acaba en la cárcel, precisamente en Calahorra, con condena segura de muerte, pero consigue escapar mediante una ingeniosa estratagema y por medio de sobornos y papeles falsificados. Se refugia en Zaragoza y, para mayor seguridad, decide ingresar en un convento dominico para escapar del castigo de sus delitos.

### Estilo
El estilo de la obra es muy informal y, más que abundante, excesivamente prolijo en sus más de mil refranes y frases proverbiales, que atestiguan la riqueza de su lenguaje. Abunda la crítica social explícita o implícita y no faltan las sentencias moralizadoras que sirven a la finalidad didáctica que proclama el prólogo de la obra, pero a veces se cae en la impresión de que no pueden tomarse en serio, ya que contrastan con la marcada irreverencia del protagonista y de su historia. La psicología del protagonista está muy bien trazada y la sociedad que describe está bien reflejada. Se considera que es cronológicamente la tercera de las veinte novelas picarescas españolas.

### Adaptación
En 2005 se hizo una adaptación a la forma de novela gráfica de este clásico de la literatura del Siglo de Oro por parte de los hermanos Luis Alberto y Enrique Cabezón García.